# Internazionali d'Italia 2015 - Qualificazioni singolare maschile
Le qualificazioni del singolare maschile dell'Internazionali d'Italia 2015 sono state un torneo di tennis preliminare per accedere alla fase finale della manifestazione. I vincitori dell'ultimo turno sono entrati di diritto nel tabellone principale. In caso di ritiro di uno o più giocatori aventi diritto a questi sono subentrati i lucky loser, ossia i giocatori che hanno perso nell'ultimo turno ma che avevano una classifica più alta rispetto agli altri partecipanti che avevano comunque perso nel turno finale.

## Teste di serie
1. Borna Ćorić (ultimo turno)
2. Michail Kukuškin (primo turno)
3. Diego Schwartzman (qualificato)
4. Pablo Carreño Busta (primo turno)
5. Daniel Gimeno Traver (primo turno)
6. Denis Istomin (primo turno)
7. Federico Delbonis (ultimo turno)

1. Benoît Paire (ultimo turno)
2. Alexandr Dolgopolov (qualificato)
3. Dušan Lajović (qualificato)
4. Blaž Kavčič (primo turno, ritirato)
5. Thomaz Bellucci (qualificato)
6. João Souza (primo turno)
7. Jürgen Melzer (primo turno)

## Qualificati
1. Dušan Lajović
2. Andrea Arnaboldi
3. Diego Schwartzman
4. Thomas Fabbiano

1. Marsel İlhan
2. Thomaz Bellucci
3. Alexandr Dolgopolov

## Tabellone qualificazioni

### Legenda
| - Q = Qualificato - WC = Wild card - LL = Lucky loser | - ALT = Alternate - SE = Special Exempt - PR = Protected Ranking | - w/o = Walkover - r = Ritirato - d = Squalificato |

### Sezione 1
|  | Primo turno | Primo turno      | Primo turno      | Primo turno | Primo turno |  |  | Ultimo turno | Ultimo turno  | Ultimo turno  | Ultimo turno | Ultimo turno |  |
|  |             |                  |                  |             |             |  |  |              |               |               |              |              |  |
|  | 1           | Borna Ćorić      | 4                | 6           | 7           |  |  |              |               |               |              |              |  |
|  | WC          | Salvatore Caruso | 6                | 2           | 65          |  |  | 1            | Borna Ćorić   | Borna Ćorić   | 1            | 4            |  |
|  |             | Marco Cecchinato | Marco Cecchinato | 63          | 2           |  |  | 10           | Dušan Lajović | Dušan Lajović | 6            | 6            |  |
|  | 10          | Dušan Lajović    | Dušan Lajović    | 7           | 6           |  |  |              |               |               |              |              |  |

### Sezione 2
|  | Primo turno | Primo turno        | Primo turno        | Primo turno | Primo turno |  |  | Ultimo turno | Ultimo turno       | Ultimo turno       | Ultimo turno | Ultimo turno |  |
|  |             |                    |                    |             |             |  |  |              |                    |                    |              |              |  |
|  | 2           | Michail Kukuškin   | 6                  | 5           | 2           |  |  |              |                    |                    |              |              |  |
|  |             | Andrea Arnaboldi   | 2                  | 7           | 6           |  |  |              | Andrea Arnaboldi   | Andrea Arnaboldi   | 6            | 6            |  |
|  | WC          | Stefano Napolitano | Stefano Napolitano | 6           | 7           |  |  | WC           | Stefano Napolitano | Stefano Napolitano | 3            | 4            |  |
|  | 14          | Jürgen Melzer      | Jürgen Melzer      | 4           | 5           |  |  |              |                    |                    |              |              |  |

### Sezione 3
|  | Primo turno | Primo turno       | Primo turno       | Primo turno | Primo turno |  |  | Ultimo turno | Ultimo turno      | Ultimo turno | Ultimo turno | Ultimo turno |  |
|  |             |                   |                   |             |             |  |  |              |                   |              |              |              |  |
|  | 3           | Diego Schwartzman | Diego Schwartzman | 7           | 6           |  |  |              |                   |              |              |              |  |
|  |             | Andrej Kuznecov   | Andrej Kuznecov   | 65          | 2           |  |  | 3            | Diego Schwartzman | 7            | 4            | 6            |  |
|  | WC          | Gianluigi Quinzi  | Gianluigi Quinzi  | 6           | 4           |  |  | 8            | Benoît Paire      | 5            | 6            | 2            |  |
|  | 8           | Benoît Paire      | Benoît Paire      | 7           | 6           |  |  |              |                   |              |              |              |  |

### Sezione 4
|  | Primo turno | Primo turno         | Primo turno     | Primo turno | Primo turno |  |  | Ultimo turno | Ultimo turno    | Ultimo turno    | Ultimo turno | Ultimo turno |  |
|  |             |                     |                 |             |             |  |  |              |                 |                 |              |              |  |
|  | 4           | Pablo Carreño Busta | 4               | 7           | 3           |  |  |              |                 |                 |              |              |  |
|  | Alt         | Andrej Rublëv       | 6               | 6           | 6           |  |  | Alt          | Andrej Rublëv   | Andrej Rublëv   | 63           | 3            |  |
|  | Alt         | Thomas Fabbiano     | Thomas Fabbiano | 6           | 6           |  |  | Alt          | Thomas Fabbiano | Thomas Fabbiano | 7            | 6            |  |
|  | 13          | João Souza          | João Souza      | 4           | 2           |  |  |              |                 |                 |              |              |  |

### Sezione 5
|  | Primo turno | Primo turno          | Primo turno          | Primo turno | Primo turno |  |  | Ultimo turno | Ultimo turno   | Ultimo turno   | Ultimo turno | Ultimo turno |  |
|  |             |                      |                      |             |             |  |  |              |                |                |              |              |  |
|  | 5           | Daniel Gimeno Traver | Daniel Gimeno Traver | 4           | 1           |  |  |              |                |                |              |              |  |
|  |             | Marsel İlhan         | Marsel İlhan         | 6           | 6           |  |  |              | Marsel İlhan   | Marsel İlhan   | 6            | 7            |  |
|  | WC          | Gianluca Mager       | Gianluca Mager       | 4           | 0           |  |  | WC           | Gianluca Mager | Gianluca Mager | 4            | 5            |  |
|  | 11          | Blaž Kavčič          | Blaž Kavčič          | 6           | 1r          |  |  |              |                |                |              |              |  |

### Sezione 6
|  | Primo turno | Primo turno        | Primo turno        | Primo turno | Primo turno |  |  | Ultimo turno | Ultimo turno    | Ultimo turno    | Ultimo turno | Ultimo turno |  |
|  |             |                    |                    |             |             |  |  |              |                 |                 |              |              |  |
|  | 6           | Denis Istomin      | Denis Istomin      | 3           | 3           |  |  |              |                 |                 |              |              |  |
|  |             | Ivan Dodig         | Ivan Dodig         | 6           | 6           |  |  |              | Ivan Dodig      | Ivan Dodig      | 64           | 4            |  |
|  |             | Alejandro González | Alejandro González | 2           | 0           |  |  | 12           | Thomaz Bellucci | Thomaz Bellucci | 7            | 6            |  |
|  | 12          | Thomaz Bellucci    | Thomaz Bellucci    | 6           | 6           |  |  |              |                 |                 |              |              |  |

### Sezione 7
|  | Primo turno | Primo turno         | Primo turno         | Primo turno | Primo turno |  |  | Ultimo turno | Ultimo turno        | Ultimo turno        | Ultimo turno | Ultimo turno |  |
|  |             |                     |                     |             |             |  |  |              |                     |                     |              |              |  |
|  | 7           | Federico Delbonis   | Federico Delbonis   | 6           | 6           |  |  |              |                     |                     |              |              |  |
|  |             | Alejandro Falla     | Alejandro Falla     | 1           | 4           |  |  | 7            | Federico Delbonis   | Federico Delbonis   | 3            | 4            |  |
|  |             | Roberto Marcora     | Roberto Marcora     | 4           | 4           |  |  | 9            | Alexandr Dolgopolov | Alexandr Dolgopolov | 6            | 6            |  |
|  | 9           | Alexandr Dolgopolov | Alexandr Dolgopolov | 6           | 6           |  |  |              |                     |                     |              |              |  |